# Illigera nervosa
Illigera nervosa là một loài thực vật có hoa trong họ Hernandiaceae. Loài này được Merr. miêu tả khoa học đầu tiên năm 1941.